# 纳木那尼峰

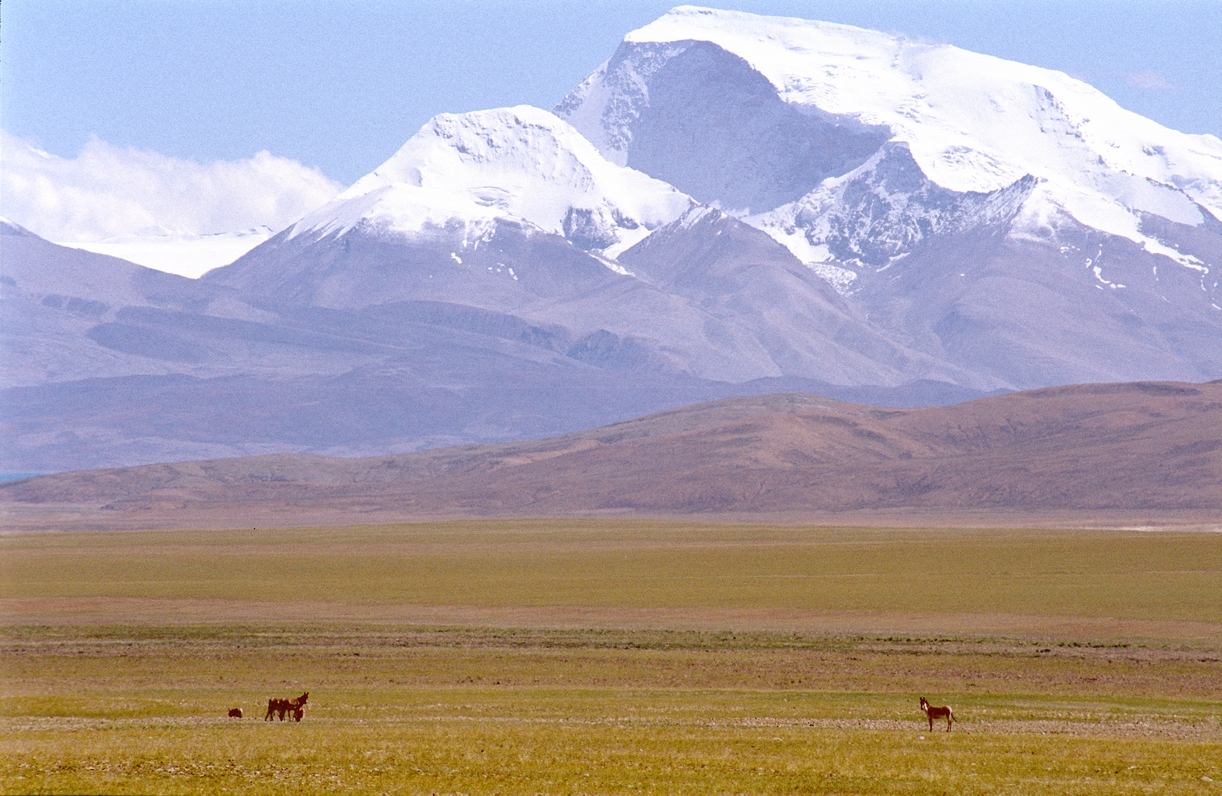
納木那尼峰的外觀

纳木那尼峰（藏語：གནས་མོ་སྣ་གཉིས，威利转写：gnas mo sna gnyis，THL：Némo Nanyi，藏语拼音：Naimona'nyi）位于西藏自治区西南部普兰县境，玛旁雍错、拉昂错以南，北纬30.40°，东经81.30°。是喜马拉雅山西段最高峰，海拔7694米，和冈仁波齐峰遥遥相对，系由前寒武纪变质岩系组成的孤立山峰，峰顶终年积雪。是中国对外开放山峰之一。
36°26.3′N 81°18′E / 36.4383°N 81.300°E

## 登山队
- 1985年5月26日－中日友好纳木那尼峰联合登山队登上顶峰。